# Robiënnabrug
De Robiënnabrug (brug 1910) is een vaste brug in Amsterdam-West.
De voetbrug werd gelijktijdig met de bruggen 1908 en 1909 gebouwd. Brug 1910 kwam te liggen over de Van Noordtgracht. Deze gracht heeft op beide oevers straten met de naam Van Noordtkade, maar die reiken niet zover westwaarts. De brug 1910 ligt tussen de Henk Curièrekade en de Martin Vlaarkade. De bruggen maakten deel uit van de herontwikkeling van dit gebied na de sloop van de Wester Suikerraffinaderij aan de Van Noordtgracht in 1984. In het najaar van 1984 en voorjaar van 1985 werd er gewerkt aan de bruggen. Het ontwerp van alle drie de bruggen is afkomstig van Dirk Sterenberg, als zelfstandig architect werkend vanuit Hoorn (Noord-Holland) maar wel in opdracht van de Dienst der Publieke Werken, waarvoor hij eerst nog in vaste dienst werkte. Van Sterenberg liggen meer dan 173 bruggen in Amsterdam (gegevens 2008), maar van hem is ook al een aantal bruggen gesloopt of vervangen, zoals eerder genoemde brug 1909.
De brug wordt gedragen door een betonnen paalfundering met daarop betonnen landhoofden, borstweringen en brugpijlers.  De overspanning is van hout met houten leuningen.
De brug ging naamloos door het leven, totdat een buurtbewoner een verzoek bij de gemeente Amsterdam indiende om de brug te vernoemen naar het meisje Robiënna die in mei 2009 thuis aan de Nova Zemblastraat vermoord werd door een ex-vriend van haar moeder. De buurtbewoner Ad van Deventer, baas van De Toverboot waar Robiënna wel speelde, had daarvoor het meisje vaak over de brug zien lopen. De brug, al eerder een condoleanceplaats en startplek van een stille tocht, werd door de vernoeming op 27 mei 2010 een symbool tegen zinloos geweld. Anders dan andere naamborden op Amsterdamse bruggen in strakke letters in of op metaal, werd hier gekozen voor een vrolijker motief op hout. 
Op de zuidoostelijke brugvleugel staat een toekomstboom ter nagedachtenis aan Wil van Deventer, de overleden vrouw van bovenstaande initiatiefnemer en zelf initiator van een buurtcomité ten tijde van de sanering. 

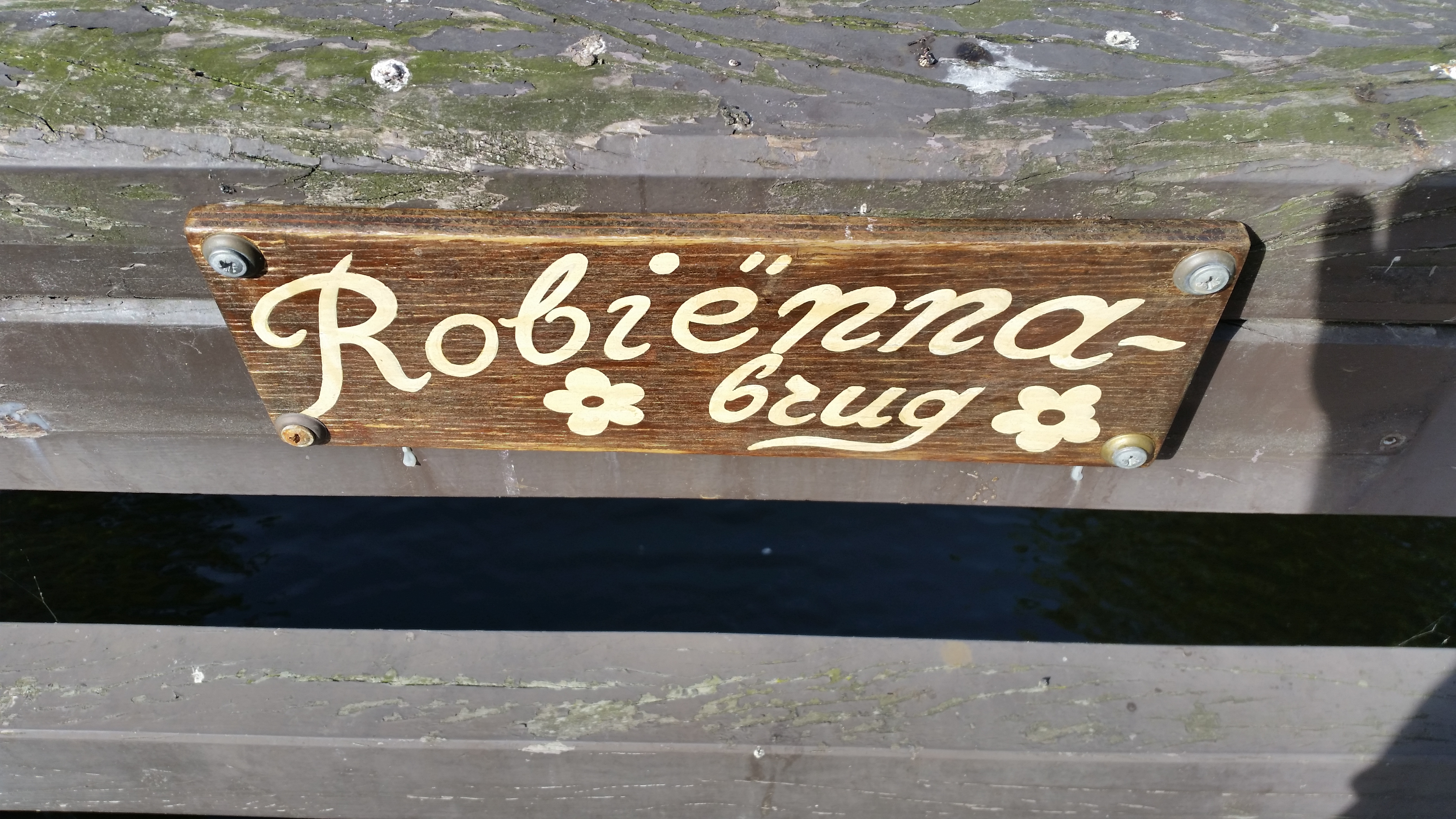
Naamplaat (september 2019)

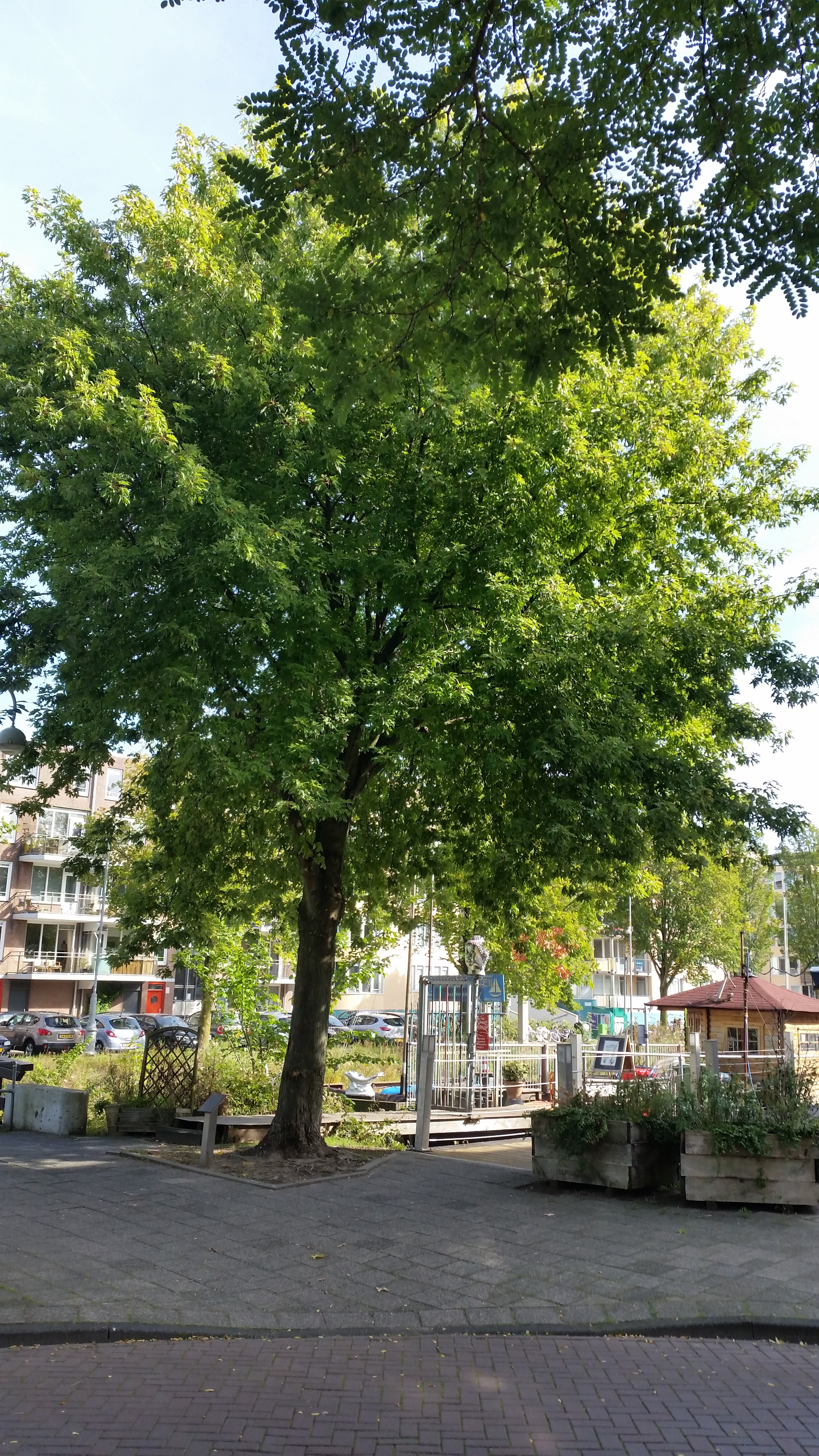
Toekomstboom met links brug (september 2019)